# Dirka po Franciji 1993
| Mesto | Ime             | Država    | Čas |             |
| ----- | --------------- | --------- | --- | ----------- |
| 1     | Miguel Induráin | Španija   |     | 95h 57' 09" |
| 2     | Tony Rominger   | Švica     |     | 4' 59"      |
| 3     | Zenon Jaskuła   | Poljska   |     | 5' 48"      |
| 4     | Alvaro Mejia    | Kolumbija |     | 7' 29"      |
| 5     | Bjarne Riis     | Danska    |     | 16' 26"     |

Dirka po Franciji 1993 je bila 80. dirka po Franciji, ki je potekala leta 1993.

## Pregled
| Kategorije                          | Podatki               |
| ----------------------------------- | --------------------- |
| Začetek-konec                       | Le Puy de Fou - Pariz |
| Dolžina (km)                        | 3.714                 |
| Število etap                        | 20                    |
| Povprečna hitrost zmagovalca (km/h) | 38,709                |
| Kolesarjev                          | 180                   |
| Tekmo končalo                       | 136                   |